# Fagersta
Fagersta er en by som ligger i landskabet Västmanland i Västmanlands län i Sverige. Den er administrationsby i Fagersta kommun og i år 2010 havde byen 11.130 indbyggere.
Fagersta ligger cirka 70 km nordvest for Västerås ved Kolbäcksån, nordvest for søen Åmänningen.
Ved jernbanestationen Fagersta C i bydelen Västanfors mødes jernbanelinjerne Ludvika–Västerås og Avesta Krylbo–Örebro.
Fagersta er en vigtig industriby, hvor en stor del af erhvervslivet er opbygget omkring virksomheder som har udspring i det gamle stålværk, Fagersta Bruks AB.
Fagersta fik bystatus 1. januar 1944. Jernværket Engelsbergs bruk fra 1681, der ligger lidt syd for Fagersta blev i 1993 udpeget til UNESCO-verdensarvssted.